# Ciprusi egér
A ciprusi egér (Mus cypriacus) az emlősök (Mammalia) osztályának rágcsálók (Rodentia) rendjébe, ezen belül az egérfélék (Muridae) családjába tartozó faj.
Ez az öreg kontinens legújabban felfedezett emlősfaja, 2004-ben ismerte meg a tudomány, viszont 2006-ban írták le.
Élő kövület.

## Előfordulása
Őshazája Ciprus szigete, ezen is belül a Tróodosz-hegységben található meg.

## Megjelenése
Nagyobbak a fülei, fogai és a szemei, mint a földrész többi egerének.